# Klaus Dieter Stopp
Klaus Dieter Stopp ( 1926, Kotzschenbroda - 2006) fue un explorador, y botánico alemán, que se desempeñó académicamente en el "Instituto de Bioquímica Vegetal", Maguncia., publicando en Botanische Jahrbücher für Systematik, Pflanzengeschichte und Pflanzengeographie.

## Biografía
Por la Universidad de Maguncia, en 1949, recibió su doctorado en botánica, seguido por un segundo título en farmacia. Como especialista en etnobotánica emprendió, entre 1950 a 1961, realizó expediciones botánicas al sur africano (Angola, Sudáfrica) y al África Tropical (Congo, Kenia); Australasia (Papua Nueva Guinea).
En 1962, fue nombrado profesor de Farmacognosia de la Universidad Johannes Gutenberg de Maguncia. En ese Dto. trabajó hasta su retiro en 1988, con dos generaciones de farmacéuticos de conocimientos básicos sobre los efectos farmacéuticos de sustancias vegetales.
- La abreviatura «Stopp» se emplea para indicar a Klaus Dieter Stopp como autoridad en la descripción y clasificación científica de los vegetales.[4]